# Nurop
Nurop is een plaats in de Belgische provincie Limburg, in de deelgemeente Teuven van de faciliteitengemeente Voeren, in het Arrondissement Tongeren.
De oude hoeven en huizen liggen verspreid in het Gulpdal en aan een holle weg rond een aantal splitsingen. Vlakbij bevindt zich de Nederlandse grens. Op het belangrijkste kruispunt staat een ouderwetse wegwijzerpaal die de richting aangeeft naar de omliggende dorpen: Slenaken in het noorden, De Plank in het zuidwesten en Teuven in het zuidoosten. Ten oosten van Nurop stroomt de Gulp.
In Nurop liggen verschillende in vakwerk opgetrokken huizen en boerderijen. Ook wordt er aan wijnbouw gedaan.

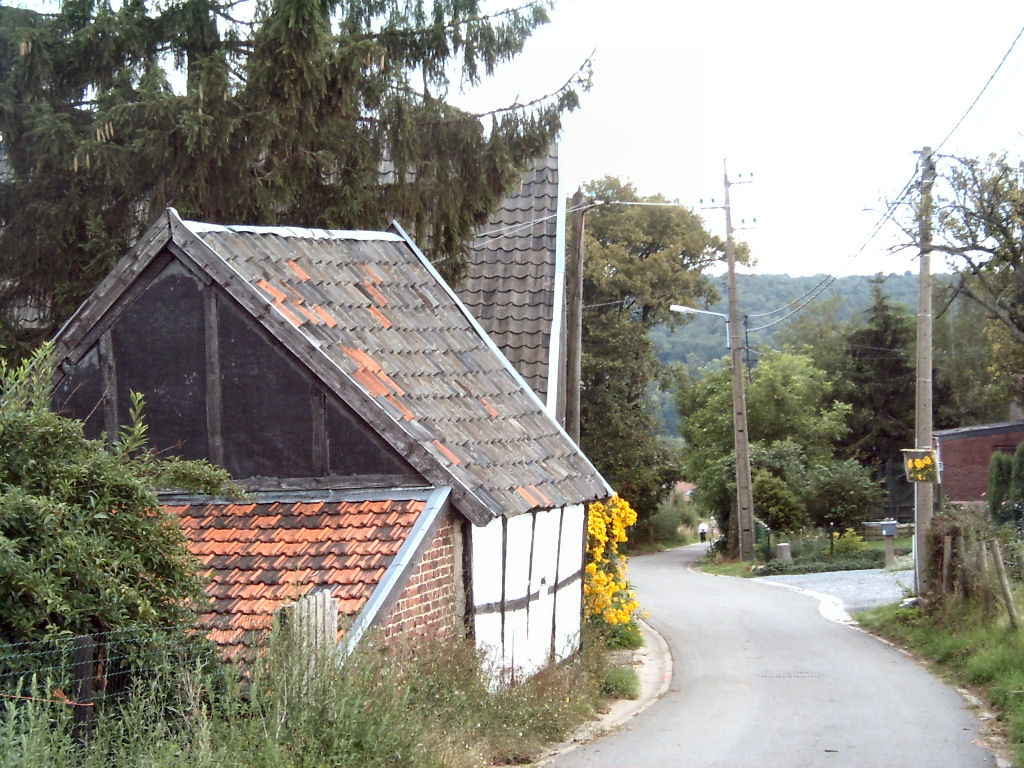
Nurop, vakwerkhoeve aan holle weg
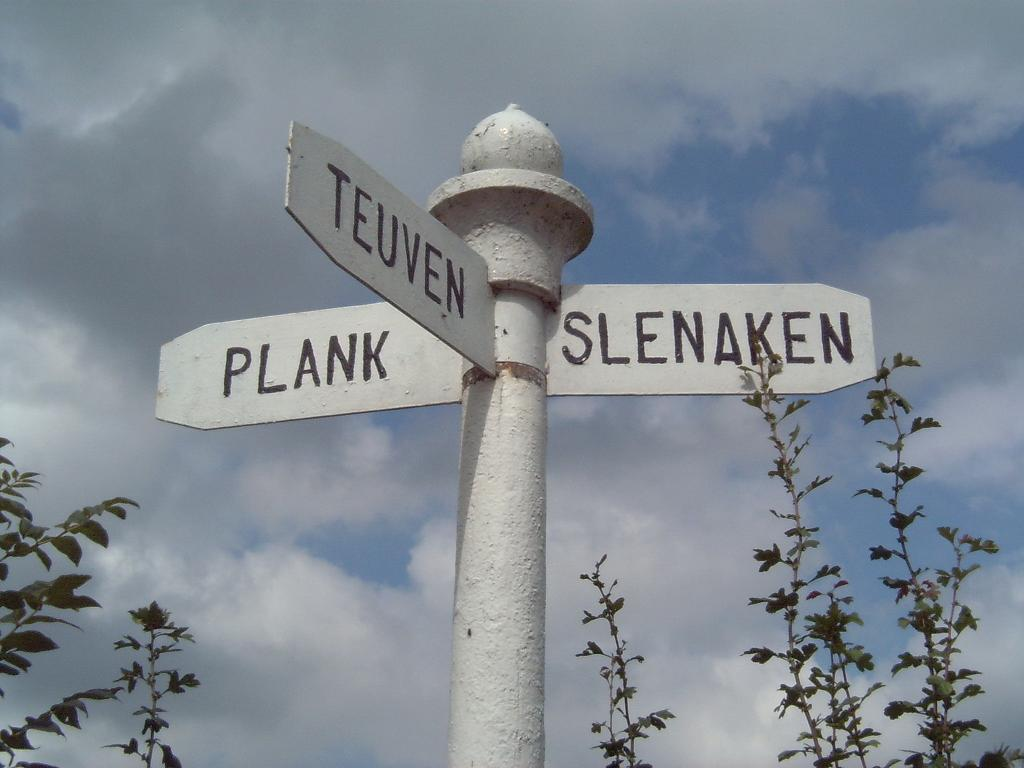
Ouderwetse wegwijzer

Deelgemeenten: 's-Gravenvoeren · Moelingen · Remersdaal · Sint-Martens-Voeren · Sint-Pieters-Voeren · Teuven

Overige kernen: Berg · Drink · Gieveld · Hagelstein · Ketten · Knap · Krindaal · Nurop · Obsinnich · Peerds · De Plank · Reesberg · Rullen · Schilberg · Schophem · Schoppemerheide · Sinnich · Snauwenberg · Stroevenbos · Swaan · Ulvend · Veld · Veurs

Belgische gemeenten · Arrondissement Tongeren · Limburg · Vlaanderen